# Ahdam
Adam Johansson Jarjue, mer känd under artistnamnet Ahdam, född  8 maj 1992, är en rappare från Mölndal i Sverige.

## Karriär
Tidigare gick Jarjue under artistnamnet Adjo, bildat ur hans förnamn och ett av hans efternamn. Han har producerat musik sedan 2005 då han började släppa låtar via internetforumet Whoa.nu. I februari 2008 gästade han en EP-skiva av rapparen Moduo. Under 2011 gick han över till sitt nuvarande artistnamn, Ahdam.
2015 släppte han flera framgångsrika singlar, bland annat "Häromkring" tillsammans med rapparna Henx och Chapo. 
 2016 samarbetade han med rapparen Ivory på hans mixtape Gäris & Äzi. Samma år släppte han singlarna Din Araba tillsammans med rapparen Kari, samt solosingeln Griselda Blanco med tillhörande musikvideor som uppmärksammades möttes med goda recensioner. I februari 2017 släppte han singeln Varje dag tillsammans med sångaren LAB. Låten, med tillhörande musikvideo har i juli 2021 över 1 660 000 visningar på Youtube. Året därpå följde han upp med solosingeln Rutin och Alltid Vara Min, tillsammans med Parana, som i juli 2021 tillsammans hade streamats över 10 miljoner gånger på Spotify.
2019 släppte Jarjue sitt första studioalbum, en EP betitlad Ensam. Albumet innehöll utöver titelspåret, ytterligare en singel, Hett I Min Town. Samma år spelade han in Vegan Beef tillsammans med rapparen Ivory, en låt som sedan släpptes på Ivory's album Rushen i januari 2020.
Jarjues verk produceras ofta av den framgångsrika hiphopproducenten Isak von Haartman.
I juni 2021 släppte Ahdam Tabanjan, sin första singel på över ett år. Låten är en svensk tolkning av Hadi Gel Gezelim, en internationell hit av den tysk-turkiska artisten Ali471.

## Diskografi

### Studioalbum

#### EP
- 2019 – Ensam

### Singlar
Senast uppdaterad: 14 juli 2021
- 2009 – Det är knas
- 2010 – Förorten[16]
- 2011 – Hur Jag Ser Det
- 2011 – Vad Vet Du ft. Monz Didryk[4]
- 2015 – Häromkring
- 2015 – Tamam
- 2016 – Din araba ft. Kari
- 2016 – Griselda Blanco
- 2017 – Du & Dina Gäris
- 2017 – Birds in the Trap
- 2017 – Varje dag ft. Lab
- 2018 – Våra liv ft. Kari
- 2018 – Alltid vara min
- 2018 – Ring (låt av Ahdam)
- 2018 – Rutin
- 2019 – Hett I Min Town
- 2019 – Koma ft. Novell
- 2019 – Hela mitt liv
- 2019 – Ghetto Paradis
- 2019 – Där Du Bor ft. Novell
- 2019 – Planen ft. 4evi, Rvzeli
- 2019 – Vegan Beef ft. Ivory
- 2019 – Bag ft. Novell
- 2020 – Kina
- 2021 – Ung & Rik ft. Rvzeli, Branco
- 2021 – Tabanjan